# Crystel Fournier
Crystel Fournier (Tolosa, ...) è una direttrice della fotografia francese.

## Biografia
Laureatasi a La Fémis di Parigi nel 1998, ha esordito dirigendo la fotografia di Clément (2001), il primo lungometraggio di Emmanuelle Bercot. Ha stretto un sodalizio con le registe Céline Sciamma dal suo lungometraggio d'esordio fino a Diamante nero (2014) e Susanna Nicchiarelli a partire da Nico, 1988 (2017). Nel 2021, ha vinto l'European Film Awards per la miglior fotografia per Große Freiheit.

## Filmografia parziale
- Clément, regia di Emmanuelle Bercot (2001)
- Sauf le respect que je vous dois, regia di Fabienne Godet (2005)
- Naissance des pieuvres, regia di Céline Sciamma (2007)
- D'amour et d'eau fraîche, regia di Isabelle Czajka (2010)
- Tomboy, regia di Céline Sciamma (2011)
- Aujourd'hui, regia di Alain Gomis (2012)
- Une place sur la Terre, regia di Fabienne Godet (2013)
- La Crème de la crème, regia di Kim Chapiron (2014)
- Diamante nero (Bande de filles), regia di Céline Sciamma (2014)
- Parigi può attendere (Bonjour Anne), regia di Eleanor Coppola (2016)
- Nico, 1988, regia di Susanna Nicchiarelli (2017)
- Miss Marx, regia di Susanna Nicchiarelli (2020)
- Große Freiheit, regia di Sebastian Meise (2021)
- Chiara, regia di Susanna Nicchiarelli (2022)
- Drift, regia di Anthony Chen (2023)

## Riconoscimenti
- European Film Awards
  - 2021 - Miglior fotografia per Große Freiheit
- David di Donatello
  - 2021 - Candidatura alla migliore autore della fotografia per Miss Marx